# 심어스
《심어스》(SimEarth: The Living Planet)는 윌 라이트가 설계한 두 번째 생활 시뮬레이션 비디오 게임으로, 여기에서 플레이어가 행성 개발을 제어한다. 이 게임은 1990년 맥시스에 배급하였다. 애플 매킨토시, 코모도어 아미가, IBM PC, SNES, 세가 메가-CD, PC 엔진용 버전이 개발되었다. 이어 Wii 버추얼 콘솔용으로 재출시되었다.

## 개요
심어스에서 플레이어는 행성의 대기, 기온, 토지 등을 다양화시켜 행성에 여러 형태의 생명을 배치시켜 진화의 모습을 관찰할 수 있다. 소프트웨어 장난감이기 때문에 이 게임은 특정한 목표가 필요하지는 않다.